# 声優グランプリV
声優グランプリV（せいゆうグランプリブイ）は、日本のアニラジ系携帯電話用コンテンツ。2011年4月1日に声優・V-STATIONと声優グランプリmobileが統合してサービスを開始した。2013年5月に声優グランプリ for mobileと改称した後、2017年3月31日に終了した。

## コンテンツ内容
旧声優・V-STATIONのコンテンツ
- 特集コーナー（PC版サイトと同一内容）
- Vステオール読み物
  - RE：ぱいたんぎょーざ（月曜更新）
  - 新米ディレクター石川の明後日はどっちだ（火曜更新）
  - BLEACH"B"STATION写真館（火曜更新）
  - オカピな絵日記（水曜更新）
  - よーだのまにま日誌（水曜更新）
  - ウッシー的ジャンクション制作日記（水曜更新）
  - スイイグ角田の「訳を聴いてください」（金曜更新）
  - T∞たいせつ∞T（金曜更新）
  - Talk about Program〜Vステ番組座談会〜（金曜更新）
- ケータイラジオ
  - スウィートジャンクション ほうれんそう もう一皿（月曜更新）
  - 清水香里のしながらじお（月曜更新）
  - 本多陽子のまにまに実行委員会（火曜更新）
  - 良子のももいろおもちゃばこ（水曜更新）
  - Koetama*3分勝負！（水曜更新）
  - Tsudaken's Room（木曜更新）
  - 三瓶由布子の育て!黄色いアヒル豆!!（金曜更新）
  - 大岸優のからふるらいふ（金曜更新）
  - 高田広ゆきケータイシティホール（金曜更新）
  - 真堂圭のNECOぱんち☆（金曜更新）
- HQケータイラジオ（ケータイラジオと同じコンテンツをiモーションで配信。対応機種に注意）
- VSTV
- 着ボイス
- 着ラジ
- Vステ写真館
- BBS